# Hash (dokumentarfilm)
 For alternative betydninger, se Hash. (Se også artikler, som begynder med Hash)
Hash er en dansk dokumentarfilm fra 1969 instrueret af Franz Ernst og Børge Høst.

## Handling
Samtaler med hashbrugere og prøver på hashens virkninger, lader den enkelte finde frem til sin stilling til stoffet.